# Ana Lelas
Ana Lelas (ur. 2 kwietnia 1983) – chorwacka koszykarka, reprezentantka kraju, uczestniczka Igrzysk Olimpijskich w Londynie.

## Kluby
- Splicanka (1999-2000)
- KK Montmontaza (2000-2002)
- ŽKK Jolly Sibenik (2002-2003)
- Tarbes Gespe Bigorre (2004)
- Pays d’Aix Basket 13 (2004-2005)
- Real Club Celta Vigo (2005-2006)
- Mourenx Basket (2006-2008)
- CJM Bourges Basket (2008-2010)
- Lattes Montpellier (2010–2011)